# 徳川治宝
徳川 治宝（とくがわ はるとみ、德川 治寶）は、紀伊国和歌山藩・第10代藩主。第8代藩主・徳川重倫の次男。正室は種姫（徳川家治養女、徳川宗武の娘）。極位極官は従一位・大納言。

## 生涯
明和8年6月18日（1771年7月29日）、第8代藩主・徳川重倫の次男として生まれる。母はおふさ（佐々木氏、澄清院）。幼名は岩千代。
安永4年（1775年）2月3日に重倫が隠居すると、岩千代はまだ幼少であったため、成長するまでの中継ぎとして、大叔父である松平頼淳改め徳川治貞が第9代藩主となり、安永6年（1777年）には治貞の養嗣子という形をとって次の藩主になることを約束された。天明2年（1782年）3月7日に元服し、治貞同様、将軍・徳川家治の偏諱を受けて治宝（治寶）に改名し、従四位下・常陸介に叙任する。翌天明3年（1783年）12月1日には従三位に昇叙し、右近衛権中将に転任。寛政元年（1789年）10月26日、治貞の死去に伴って第10代藩主に就任した。
学問好きで知られた治宝は、和歌山藩士の子弟の教育を義務化し、和歌山城下には医学館を、江戸赤坂和歌山藩邸には明教館を、松坂城下には学問所を開設するなどした。これら藩校の蔵書は現在は和歌山藩文庫に保管されている。治宝の祖母・清信院は賀茂真淵の門人であり、本居宣長は清信院の屋敷であった吹上御殿で講釈も行なっている。治宝は宣長を召し出し、松坂城下に住まわせた。仁井田好古や本居大平を登用して史書を編纂させ、『紀伊続風土記』の新撰を命ずるなど文化・芸術面での功績が非常に大きい。『古事記伝』の題字も治宝が行なっており、治宝は「数寄の殿様」と呼ばれるに至った。徳川吉宗が和歌山藩主だった時代に草したとされる訓示『紀州政事鏡』は、治宝が吉宗の権威の下に自らの藩政改革の正当付けを行うために著したものとされる。絵画の面にも親しみ、『春日権現験記』の模本（東京国立博物館蔵）を藩の国学者・長沢伴雄や御用絵師・岩瀬広隆らに命じて作らせている。治宝自身も絵筆を取ることがあり、菩提寺の長保寺には治宝筆と伝わる狩野派風、あるいは南蘋派風の作品が残っている。
表千家や楽家を庇護した治宝は、文政2年（1819年）に、表千家9代・了々斎や楽家10代・旦入を和歌山藩の別邸西浜御殿（現和歌山市西浜）に招いている。三井北家（三井家の惣領）6代・三井高祐が西浜御殿にて手造りした茶碗に治宝が亀の絵を描いたと伝わる。三井家は和歌山藩領の伊勢国松坂が一族のルーツであるということが縁で紀伊徳川家とは強いつながりがあった。三井家には治宝から下賜された宝物が多数伝わっており、紀伊徳川家と三井家、さらには表千家との深いつながりを窺うことが出来る。表千家の総門は治宝が下賜したものである。その他にも和歌浦に不老橋を築造している。
文政6年（1823年）、紀ノ川流域で「こぶち騒動」と呼ばれる大規模な百姓一揆が勃発し、責任を取る形で翌年藩主の座を御三卿・清水家からの養子・斉順（将軍・徳川家斉の七男）に譲った。この隠居は財政援助を行った幕府の強圧を背景にしていたが、治宝は和歌山の西浜御殿を居所として、隠居後も藩政の実権を握り続け、特に御仕入方と呼ばれる藩の専売事業や熊野三山貸付所の利権を掌握し、藩の予算に影響力を与え続けた。
『和歌山市史』によると弘化3年（1846年）、斉順の死去に際し、治宝は西条藩から松平頼学を新藩主に迎えようとしたが、御附家老・水野忠央の工作により頓挫した。忠央は、将軍・徳川家慶が忠央の妹の側室・お琴との間にもうけた田鶴若を擁立しようとしたが、和歌山藩士から幕府に対して懸念の声が上がったので、かつて斉順が当主になっていた清水家から斉彊を新藩主に迎えることになった。
結局、隠居後の治宝は11代・斉順、12代・斉彊、13代・慶福の3代にわたって藩権力を保持し続けるこことなる。このため、藩主側近と治宝側近による政争が勃発した。
嘉永5年（1852年）12月7日、逝去した。享年82（満81歳没）。墓所は和歌山県海南市の慶徳山長保寺。治宝の死後、側近らは粛清され、陸奥宗光の父である伊達千広が追放されるなどした結果、幕府の影響力の強い御附家老の水野忠央と安藤直裕が和歌山藩の主導権を握った。
和歌山藩主としての治世は34年6か月であり、この間の江戸参府13回、和歌山帰国14回、和歌山在国の通算は15年10か月であった。さらに隠居期間が28年6か月あり、この間の江戸参府と紀州帰国はなかった。

## 官職および位階等の履歴
※日付＝旧暦
- 明和8年（1771年）6月18日 - 誕生。幼名：岩千代。
- 安永6年（1777年）3月7日 - 和歌山藩主・徳川治貞の養子となり、世継ぎとなる。
- 天明2年（1782年）3月7日 - 元服し、将軍・徳川家治の諱を一字賜り、治宝と名乗り、従四位下常陸介に叙任。
- 天明3年（1783年）12月1日 - 従三位に昇叙し、右近衛権中将に転任。
- 寛政元年（1789年）
  - 12月2日 - 家督相続し、藩主となる。
  - 12月19日 - 参議に補任。
- 寛政3年（1791年）7月1日 - 権中納言に転任。
- 文化13年（1816年）5月1日 - 従二位に昇叙し、権大納言に転任。
- 文政7年（1824年）6月6日 - 隠居。
- 天保3年（1832年）3月5日 - 正二位に昇叙し、権大納言如元。
- 天保8年（1837年）8月28日 - 従一位に昇叙し、権大納言如元。
- 嘉永6年（1853年）1月20日 - 薨去。享年83（満81歳没）。（実際は、嘉永5年(1852)12月7日薨去、享年82（満81歳没）。）法名は、舜恭院殿一品前亜相大光正受源恭公。

## 治宝の家臣
文政元年の武鑑に登場する主要な家臣は以下のとおり
- 【家老など】
  - 安藤帯刀、水野飛騨守、三浦長門守、久野伊織、水野対馬守、村上伊予守、伊達但馬守、加納大隅守、水野太郎作、村松郷右衛門、金森孫右衛門、山本理左衛門、下条伊兵衛、山高庄右衛門、山中作右衛門、渡辺主水
- 【用人】
  - 村上与兵衛、伊達源左衛門、梅沢十助、由比楠左衛門、曽根孫太夫、村井新左衛門、小笠原次右衛門、山本主殿、小林八左衛門、内藤仁右衛門、筒井内蔵允、丸山孫四郎、落合雅楽助
- 【御城附】
  - 三輪三右衛門

## 関連文献
- 小山譽城『徳川御三家付家老の研究』 国学院大学〈博士(歴史学) 乙第249号〉、2007年。NAID 500000428292。